# Satellite régulier

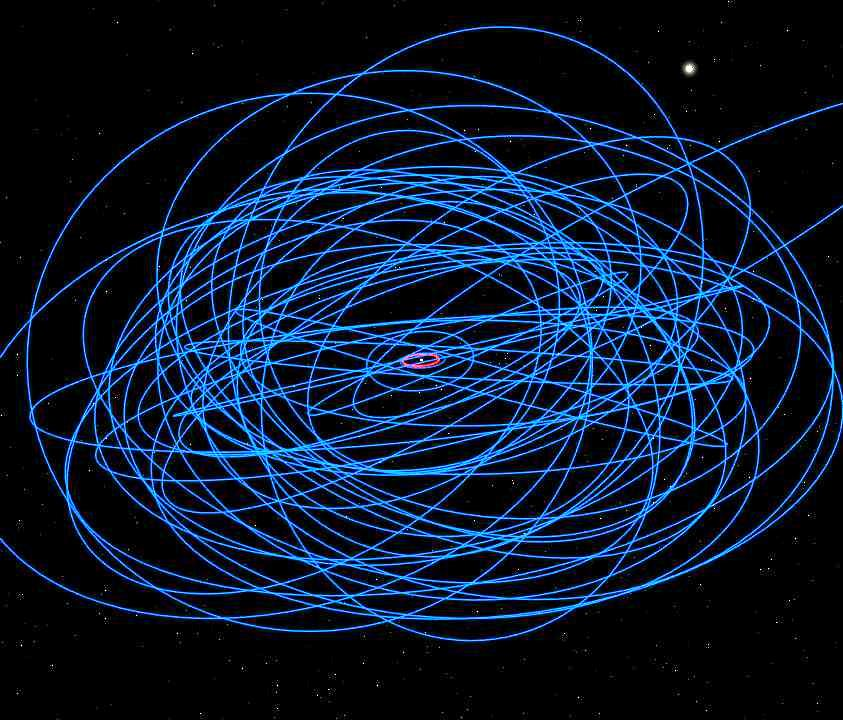
Même collection mais en coréen

En astronomie, un satellite régulier est un satellite naturel possédant une orbite prograde relativement proche avec une faible inclinaison orbitale et une faible excentricité orbitale, supposé formé autour de l'objet primaire, contrairement aux satellites irréguliers qui sont considérés comme capturés,.  
Les satellites naturels du Système solaire, et plus précisément ceux des huit planètes, comportent 58 satellites réguliers :
- Terre : 1, la Lune ;[réf. nécessaire]
- Jupiter : 8 ;
- Saturne : 24, sans compter les milliers de satellites mineurs ;
- Uranus : 18 ;
- Neptune : 7, la plus grande lune Triton ayant une orbite rétrograde et apparaissant avoir été capturée.

Parmi les satellites des planètes naines, il est estimé que les cinq satellites naturels de Pluton et les deux satellites naturels de Hauméa se sont formés à partir d'ensembles de débris. 